# Live at the BBC: 1967 - 1970
Live at the BBC: 1967 - 1970 è una collection del gruppo rock The Moody Blues del 2007.
È composta da due CD contenenti registrazioni live e rarità del gruppo prese dagli archivi della BBC tra il 1967 e il 1970, per un totale di 41 canzoni tra cui Nights in White Satin, Question, Tuesday Afternoon e Ride my See-Saw.

## Tracce

### Disco 1
1. "Fly Me High"
2. "Don't Let Me Be Misunderstood"
3. "Love and Beauty"
4. "Leave This Man Alone"
5. "Peak Hour"
6. "Nights in White Satin"
7. "Fly Me High"
8. "Twilight Time (Evening)"
9. "Dr. Livingston, I Presume"
10. "Voices in the Sky"
11. "Ride My See-Saw"
12. "Best Way to Travel"
13. "Voices in the Sky"
14. "Dr. Livingston, I Presume"
15. "Peak Hour"
16. "Tuesday Afternoon"
17. "Ride My See-Saw"
18. "Lovely to See You"
19. "Never Comes the Day"
20. "To Share Our Love"
21. "Send Me No Wine"
22. "So Deep Within You"
23. "Lovely to See You"

### Disco 2
1. "Nights in White Satin"
2. "Morning: Another Morning"
3. "Ride My See-Saw"
4. "Dr. Livingston, I Presume"
5. "House of Four Doors"
6. "Voices in the Sky"
7. "Best Way to Travel"
8. "Visions of Paradise"
9. "Actor"
10. "Gypsy"
11. "Sun Set"
12. "Never Comes the Day"
13. "Are You Sitting Comfortably"
14. "Poem: The Dream"
15. "Have You Heard"
16. "Nights in White Satin"
17. "Legend of a Mind"
18. "Question"

## Formazione
- Justin Hayward: Chitarra/Voce
- John Lodge: Basso/Voce
- Michael Pinder: Tastiera/Voce
- Ray Thomas: Flauto/Voce
- Graeme Edge: Batteria